# Big Brother Célébrités (Québec)
Big Brother Célébrités est la version « célébrités » québécoise de l'émission de téléréalité internationale Big Brother. Elle a été diffusée pour la première fois le 10 janvier 2021 sur Noovo. Produit par Banijay et Groupe Entourage, l'émission est animée par la chanteuse Marie-Mai Bouchard.
Semblable dans son format aux versions américaines et canadiennes anglaises, l'émission présente un groupe de personnalités publiques du Québec, vivant dans une maison construite sur mesure sous surveillance constante, avec des caméras et des microphones pour suivre chacun de leurs discussions et actions. Ils sont coupés du monde extérieur, sans communication possible par Internet ou par téléphone. Les candidats s'affrontent dans des défis hebdomadaires pour le pouvoir et l'immunité avant de se voter pour évincer leurs colocataires de la maison. Les deux derniers candidats sont soumis à un vote du jury, formé des anciens candidats évincés de la maison. Le gagnant ou la gagnante remporte un prix en argent, un don à un organisme de bienfaisance de son choix, ainsi que des prix supplémentaires des commanditaires de l'émission.

## Histoire
Big Brother Célébrités est la troisième adaptation francophone du format Big Brother au Canada, toutes diffusées sur le même réseau. Une version québécoise de Loft Story, la version française de la série, a été diffusée en 2003 sur l'incarnation originale du réseau Noovo, TQS. Après le changement de marque de TQS en V en 2009, Loft Story a été remplacé par une édition officielle produite au Québec de Big Brother en 2010, mettant en vedette des concurrents civils. Cette dernière n'a été diffusée que pour une saison. Le 24 août 2020, une semaine avant le deuxième changement de marque du réseau sous son nom actuel de Noovo, Bell Média a annoncé qu'une version célébrités francophone de Big Brother commencerait à l'hiver 2020-2021. Le 26 octobre 2020, il a été annoncé que la chanteuse Marie-Mai Bouchard animerait les évictions hebdomadaires ainsi que la finale de la saison.
La première saison a été diffusée le 10 janvier 2021 et a duré 13 semaines. Le succès de l'émission a amené Noovo à annoncer une deuxième saison, qui a débuté le 9 janvier 2022.

## Format
Le format de l'émission se rapproche de celui des versions américaines et canadiennes-anglaises, la seule différence étant que les candidats soient des célébrités.
En début de semaine, un premier défi a lieu, afin de déterminer la ou la patron(ne) de la maison. Cette personne, en plus de s'assurer l'immunité pour la semaine, a la tâche de sélectionner deux candidats qui seront en danger d'éviction pour la semaine (aussi nommé : mettre sur le bloc).
Peu après la cérémonie des mises en danger (≈2 jours), un deuxième défi a lieu, celui du veto. Le gagnant de cette épreuve aura le pouvoir de se sauver du bloc (s'il est en danger) ou de sauver un autre candidat du bloc. Le gagnant peut aussi décider de laisser la situation telle quelle et ne pas utiliser le pouvoir du veto. Dans le cas où le veto serait utilisé, le patron doit immédiatement nommer une autre célébrité à mettre en danger. À noter que le gagnant du veto ne peut pas être le choix de remplacement du veto.
À la fin de la semaine, toutes les célébrités, excepté le patron et celles mises en danger, votent anonymement pour la célébrité qu'ils souhaitent voir quitter la maison. Le candidat ayant récolté le plus de votes doit alors quitter immédiatement la maison. En cas d'égalité entre les votes, c'est au patron de trancher.
Ce processus se répète jusqu'à ce qu'il ne reste que deux candidats, le vote final s'enclenche alors (voir ci-dessous).
Comme d'autres éditions de Big Brother, la production peut incorporer des rebondissements qui changeront drastiquement le déroulement normal d'une semaine dans la maison. Les doubles évictions (où deux personnes sont évincées dans la même soirée), un concours pour permettre à un colocataire précédemment expulsé de revenir ou l'immunité accordée à un autre joueur que le Patron de la maison sont quelques exemples de rebondissements qui ont été utilisés dans cette version.

### Émissions dérivées

#### Big Brother 7/7
En plus de l'émission principale, qui est diffusée du dimanche au jeudi, une émission quotidienne appelée Big Brother 7/7 est diffusée sur le réseau sœur Vrak. Ce programme présente des moments sans montage et inédits dans la maison, des discussions post-expulsion avec les colocataires, ainsi que des moments du week-end (lorsque l'émission principale n'est pas diffusée).
En raison de la fermeture de la chaîne en octobre 2023, l'émission sera désormais disponible seulement en ligne.

#### Big Brother: Les Gérants d'estrade
La saison 2 a apporté une nouvelle émission dérivée : Big Brother : Les Gérants d'estrade. Diffusé également sur Noovo immédiatement après l'expulsion du dimanche, le programme présente des commentaires sur la semaine écoulée et les progrès des colocataires célèbres jusqu'à présent. À chaque semaine sont invités une célébrité extérieure ainsi que l'évincé de la semaine. Le public a également droit au « scoop de la semaine », où la production fournit une information inédite sur la semaine à venir.

#### Opération soupçons
Depuis la deuxième saison, Noovo met en ligne une série de courte capsules (autour de 2 minutes) où les participants de la saison précédente ont accès à l'identité d'une des célébrités de la future cohorte. Cela apporte beaucoup de spéculations dans les médias et les réseaux sociaux sur les nouvelles célébrités qui entreront dans la nouvelle maison.

### La maison
Pour la première année de l'émission, la maison qu'habitaient les célébrités était située à l'Île Bizard, dans l'arrondissement montréalais de L'Île-Bizard–Sainte-Geneviève : un manoir de trois étages de 28 000 pi2 (2 601 m2), ce qui en fait la plus grande maison Big Brother de l'histoire du format, et l'un des rares cas où la maison Big Brother était une vraie « maison » au lieu d'un habitat construit sur mesure dans un studio. Le manoir a été investi par 73 caméras de surveillance, qui filmaient en tout temps les joueurs dans la maison.
Pour les saisons suivantes, en raison de la mise en vente du manoir utilisé dans la saison 1, la maison est devenue une habitation construite en studio, dans la lignée des autres versions du format. Cette nouvelle maison est de 16 000 pi2 et est équipée de 69 caméras.

### Vue d'ensemble des saisons
| Saison | Jours | Candidats | Gagnant           | Finaliste              | Vote final | Coup de cœur du public | Nombre d'épisodes | Animation |
| ------ | ----- | --------- | ----------------- | ---------------------- | ---------- | ---------------------- | ----------------- | --------- |
| 1      | 92    | 15        | Jean-Thomas Jobin | François Lambert       | 12-0       | Richardson Zéphir      | 67                | Marie-Mai |
| 2      | 92    | 17        | Stéphanie Harvey  | Éléonore Lagacé        | 4-3        | Claudia Bouvette       | 78                | Marie-Mai |
| 3      | 85    | 16        | Mona de Grenoble  | Liliane Blanco-Binette | 4-1        | Mona de Grenoble       | 75                | Marie-Mai |
| 4      | 85    | 16        | Danick Martineau  | Gabrielle Marion       | 4-3        | Joëlle Paré-Beaulieu   | 75                | Marie-Mai |
| 5      | 85    | 16        | Sinem Kara        | Frédérique Turgeon     | 5-2        | Liliane Blanco-Binette | 75                | Marie-Mai |

## Saison 1 (2021)

### Candidats
- Jean-Thomas Jobin, humoriste (45 ans) ;
- François Lambert, entrepreneur (53 ans) ;
- Kim Clavel, boxeuse (30 ans) ;
- Camille Felton, actrice (21 ans) ;
- Richardson Zéphir, humoriste (43 ans) ;
- Kevin Lapierre, candidat de téléréalité (30 ans) ;
- Maxime Landry, chanteur (33 ans) ;
- Emmanuel Auger, acteur (47 ans) ;
- Claude Bégin, chanteur (36 ans) ;
- Lysandre Nadeau, créatrice de contenu (25 ans) ;
- Varda Étienne, animatrice (48 ans) ;
- Rita Baga (Jean-François Guèvremont), drag queen (33 ans) ;
- Marie-Chantal Toupin, chanteuse (49 ans) ;
- Laurence Bareil, animatrice (37 ans) ;
- Geneviève Borne, animatrice (52 ans).

À noter que l'âge inscrit entre parenthèses désigne l'âge qu'avaient les candidats à leur entrée dans la maison.

### Vue d'ensemble de la saison
| Candidat      | 1   | 2              | 3              | 4              | 5              | 6              | 7              | 8              | 9              | 10             | 11             | 12             | 13             |
| ------------- | --- | -------------- | -------------- | -------------- | -------------- | -------------- | -------------- | -------------- | -------------- | -------------- | -------------- | -------------- | -------------- |
| Jean-Thomas   |     |                |                |                |                | PM             |                |                |                | DR             | PM             | D              | PM             |
| François      | PM  |                | V              |                |                |                | PMV            |                |                |                | D              | V              |                |
| Kim           |     |                |                |                |                |                |                | PM             | D              | PM             | DSV            | PM             |                |
| Camille       |     |                |                | DR             |                | V              |                | DS             | PMV            | D              |                | D              | Évincée        |
| Richardson    |     | V              |                |                |                | DR             |                | DR             | DS             | DSV            | DR             | Évincé (2-0)   | Évincé (2-0)   |
| Kevin         |     | D              |                |                |                |                | D              | V              | DR             | Évincé (3-0)   | Évincé (3-0)   | Évincé (3-0)   | Évincé (3-0)   |
| Maxime        |     |                |                |                |                | DS             |                | D              | Évincé (3-1)   | Évincé (3-1)   | Évincé (3-1)   | Évincé (3-1)   | Évincé (3-1)   |
| Emmanuel      |     | PM             |                | PM             | D              |                | D              | Évincé (5-0)   | Évincé (5-0)   | Évincé (5-0)   | Évincé (5-0)   | Évincé (5-0)   | Évincé (5-0)   |
| Claude        | D   |                | PM             |                |                | D              | Évincé (6-0)   | Évincé (6-0)   | Évincé (6-0)   | Évincé (6-0)   | Évincé (6-0)   | Évincé (6-0)   | Évincé (6-0)   |
| Lysandre      |     |                |                | DSV            | PMV            | D              | Évincé (6-0)   | Évincé (6-0)   | Évincé (6-0)   | Évincé (6-0)   | Évincé (6-0)   | Évincé (6-0)   | Évincé (6-0)   |
| Varda         |     |                | D              |                | D              | Abandon        | Abandon        | Abandon        | Abandon        | Abandon        | Abandon        | Abandon        | Abandon        |
| Rita Baga     |     |                |                | D              | Évincé (6-3)   | Évincé (6-3)   | Évincé (6-3)   | Évincé (6-3)   | Évincé (6-3)   | Évincé (6-3)   | Évincé (6-3)   | Évincé (6-3)   | Évincé (6-3)   |
| Marie-Chantal | DSV |                | D              | Abandon        | Abandon        | Abandon        | Abandon        | Abandon        | Abandon        | Abandon        | Abandon        | Abandon        | Abandon        |
| Laurence      |     | D              | Évincée (7-4)  | Évincée (7-4)  | Évincée (7-4)  | Évincée (7-4)  | Évincée (7-4)  | Évincée (7-4)  | Évincée (7-4)  | Évincée (7-4)  | Évincée (7-4)  | Évincée (7-4)  | Évincée (7-4)  |
| Geneviève     | DR  | Évincée (12-0) | Évincée (12-0) | Évincée (12-0) | Évincée (12-0) | Évincée (12-0) | Évincée (12-0) | Évincée (12-0) | Évincée (12-0) | Évincée (12-0) | Évincée (12-0) | Évincée (12-0) | Évincée (12-0) |

Légende :
- PM = Patron(ne) de la maison
- V = Gagnant(e) du veto
- D = En danger
- DS = En danger, sauvée par le veto
- DR = En danger, en remplacement
- DSV = En danger, sauvée par son veto
- PMV = Patron(ne) de la maison et gagnant(e) du veto

## Saison 2 (2022)
La deuxième saison a débuté le dimanche 9 janvier 2022 et s'est terminée le dimanche 17 avril 2022. Elle a été remportée par Stéphanie Harvey, avec comme finaliste Éléonore Lagacé.

### Candidats
En ordre d'éviction :
- Sébastien Plante, chanteur
- Stéphane Fallu, humoriste
- Valérie Carpentier, chanteuse
- Karl Walcott, acteur
- Michelle Desrochers, humoriste
- Marc-Antoine Dequoy, footballeur
- PL Cloutier, vidéaste
- Catherine Peach, créatrice de contenu
- Guylaine Guay, animatrice
- Eddy King, humoriste
- Lysanne Richard, plongeuse olympique
- Martin Vachon, comédien et humoriste
- Claudia Bouvette, chanteuse
- Tranna Wintour, humoriste
- Hugo Barrette, cycliste
- Éléonore Lagacé, chanteuse et musicienne
- Stéphanie Harvey, joueuse de jeux vidéos professionnelle

### Impact de la COVID-19
À plusieurs reprises durant la saison, des joueurs ont dû être isolés du reste des concurrents à cause d'un test positif à la COVID-19. Cela a forcé la production à transformer la suite du patron en espace de confinement, ce qui pouvait au moins permettre aux joueurs d'être ensemble dans leur isolement et de rester dans une moindre mesure en contact avec le reste des célébrités. À noter que les joueurs faisaient toujours partie du jeu. Ils pouvaient donc à tout moment se faire évincer du jeu. Lors des challenges du veto, Les joueurs mis en danger ou pigés pouvaient désigner un remplacent pour les représenter. Celui-ci, s'il remportait le jeu, n'était aucunement affecté par la récompense.

## Le fantastique réveillon (2022)
Dans cette édition spéciale sur le thème de Noël, 7 personnalités de l'émission de radio Véronique et les Fantastiques s'affrontent dans une adaptation d'une saison de Big Brother en une soirée. Le gagnant de la journée (Félix-Antoine Tremblay) repart avec 5 000 $ qu'il donne à la fondation de son choix. L'épisode a été diffusé le dimanche 11 décembre 2022.

### Candidats
- Félix-Antoine Tremblay
- Pierre Hébert
- Antoine Vézina
- Véronique Cloutier
- Pierre-Luc Funk
- Marie-Lyne Joncas
- Bianca Gervais

## Saison 3 (2023)
Cette troisième saison a débuté le dimanche 8 janvier 2023 et s'est conclue le dimanche 9 avril 2023.

### Candidats
En ordre d'éviction : 
- Jérémy Demay, humoriste
- Benoît Gagnon, animateur
- Alexandre Despatie, athlète
- Martin Larocque, comédien
- Naïla Louidort, comédienne
- LeLouis Courchesne, humoriste et comédien
- Anas Hassouna, humoriste
- Zoé Duval, créateur de contenu
- Marie-Christine Lavoie, animatrice et designer
- Marianne Verville, comédienne
- Natalie Choquette, chanteuse
- Korine Côté, humoriste
- Jemmy Echaquan Dubé, comédienne
- Coco Belliveau, humoriste
- Liliane Blanco-Binette, humoriste
- Mona de Grenoble (Alexandre Aussant), humoriste et drag queen

### Challenges
| Résumé des victoires | Résumé des victoires | Résumé des victoires              | Résumé des victoires   | Résumé des victoires | Résumé des victoires  | Résumé des victoires | Résumé des victoires    | Résumé des victoires | Résumé des victoires | Résumé des victoires | Résumé des victoires | Résumé des victoires | Résumé des victoires    | Résumé des victoires |
| Nature               | Nature               | Semaine 1                         | Semaine 2              | Semaine 3            | Semaine 4             | REC                  | Semaine 5               | Semaine 6            | Semaine 7            | Semaine 8            | DÉ                   | Semaine 9            | Semaine 10              | Semaine 11           |
| -------------------- | -------------------- | --------------------------------- | ---------------------- | -------------------- | --------------------- | -------------------- | ----------------------- | -------------------- | -------------------- | -------------------- | -------------------- | -------------------- | ----------------------- | -------------------- |
| Patron               | Nom                  | Espace vital                      | Question de réputation | D'un pas assuré      | Peinturé dans le coin | Basket Pong          | Complètement célébrités | En tête à tête       | Rappel à l'ordre     | Point de bascule     | Pièce à conviction   | Des sentiers battus  | Bond d'appétit          | Broyer du noir       |
| Patron               | Gagnant(s)           | Jemmy, Benoît, Liliane et LeLouis | Natalie                | Korine               | LeLouis               | Marie-Christine      | Liliane                 | Korine et Zoé        | Marianne             | Coco                 | Jemmy                | Korine               | Liliane                 | Mona                 |
| Veto                 | Nom                  | En queue de poisson               | Alerte météo           | Haut les mains       | Marcher sous les œufs | Attention à la vague | Des hauts et des balles | Plein son cube       | Vetos recherchés     | La playa de OTEV     | La tour est jouée    | Pas sortis du bois   | Partis sur une balloune | La maison infernale  |
| Veto                 | Gagnant              | Alexandre                         | Naïla                  | Alexandre            | Liliane               | Korine               | Coco                    | Coco                 | Marie-Christine      | Marie-Christine      | Korine               | Liliane              | Mona                    | Mona                 |

## Les jeux d'été (2023)
Dans cette édition spéciale de Big Brother, des trios de célébrités s'affrontent dans des challenges sous le thème estival. Dans chaque trio, une célébrité provient de chaque saison précédente (1, 2 et 3). Les épisodes sont diffusés sur la plateforme de Noovo en ligne exclusivement.

## Big Brother sur scène (2023)
Cette émission spéciale regroupe la majorité des humoristes de l'histoire de Big Brother Célébrités pour créer un spectacle d'humour, spécialement adressé aux fans de l'émission. Au départ seulement disponible sur la plateforme de visionnement Crave, l'émission est diffusée sur la chaîne de Noovo, directement après l'épisode des Gérants d'Estrade de la première de la quatrième saison, soit le dimanche 7 janvier 2024 à 20 h 30.

### Humoristes présents
- Korine Côté (animatrice) - Saison 3
- Richardson Zéphir - Saison 1
- Jean-Thomas Jobin - Saison 1
- Stéphane Fallu - Saison 2
- Eddy King - Saison 2
- Martin Vachon - Saison 2
- Anas Hassouna - Saison 3
- Coco Belliveau - Saison 3

Était également présent Alexandre Despatie (saison 3) pour participer à quelques sketchs de Korine Côté. Plusieurs autres candidats de l'émission étaient aussi présents parmi le public.

## Le Noovo Réveillon (2023)
Similaire au format « Noël » de l'an dernier, le Noovo réveillon présente 7 personnalités de la chaîne Noovo pour s'affronter dans une saison complète de Big Brother en une soirée. L'épisode a été diffusé le dimanche 10 décembre 2023.

### Candidats
- Tammy Verge
- Marie-Soleil Dion
- Pierre-François Legendre
- Arnaud Soly
- Phil Roy
- Julie Snyder
- Mariana Mazza

## Saison 4 (2024)
Cette saison débute le dimanche 7 janvier 2024 à 18 h 30 sur la chaîne Noovo. Le studio des saisons 2 et 3 est réutilisé, en y apportant toutefois quelques modifications. Selon le producteur de l'émission, David Gauthier, via une vidéo publiée sur le site web de l'émission, certaines pièces ont été coupées en deux pour en former de nouvelles, deux caméras robotisées s'ajoutent aux 65 déjà présentes et de nouveaux écrans sont ajoutés. Cette nouvelle saison s'inscrit dans la thématique du jeu : une table de billard, un jeu de dards ainsi qu'un terrain de mini-putt ont été ajoutés au studio-maison. De plus, 300 jeux de société ont été disposés un peu partout dans la maison, renforçant la thématique ludique cette année.

### Candidats
Les 16 candidats, listés alphabétiquement (par nom de famille) :
- Jean Airoldi, designer et animateur
- Barbada de Barbades, drag queen
- Pascale de Blois, créatrice de contenu
- Patrick Côté, combattant d'arts martiaux mixtes
- Patsy Gallant, chanteuse
- Mélanie Ghanimé, humoriste
- Charles Hamelin, patineur de vitesse olympique
- Bastien Grimal (Bastos), vidéaste français
- Gabrielle Marion, créatrice de contenu
- Danick Martineau, humoriste
- Dave Morgan, humoriste
- Joëlle Paré-Beaulieu, improvisatrice
- Ève Salvail, mannequin
- Daniel Savoie, humoriste
- Erika Suarez, comédienne
- Frédérique Turgeon, athlète paralympique

## Portraits des candidats et candidates

### Frédérique Turgeon
Frédérique Turgeon est née le 25 mars 1999 à Candiac. Dès sa naissance, elle vit avec un handicap : une de ses jambes est 50% plus courte.
Frédéric est une athlète de l’équipe paralympique canadienne en ski et elle est une des rares à skier sur une seule jambe. Elle a été médaillée quatre fois au championnat du monde et elle a remporté le globe de cristal remis par la Fédération International de Ski.
Elle a débuté sa pratique des sports paralympiques en skiant sur deux jambes, mais, vers la fin de l’année 2013 un accident a changé sa pratique : elle s’est fracturé une jambe. À la suite de cet événement, elle s’est adaptée et elle a appris à skier sur une seule jambe.
Elle est en couple avec Thomas Cyr, qui partage son intérêt pour le sport paralympique et il la soutient activement dans sa carrière.
En 2019, elle a reçu le Prix de la citoyenne exceptionnelle Chêne d’Or de la municipalité de Candiac.
En 2024, elle a participé à l’émission Big Brother Célébrités, où elle a soutenu la cause de l’Association des Amputés de guerre. Sa motivation à participer à Big Brother Célébrités était de montrer ce qu’une personne en situation de handicap peut accomplir. Ayant manqué de modèles représentatifs à la télévision durant sa jeunesse, elle souhaitait offrir cette visibilité auprès des générations futures.

### Challenges
| Nature       | Nature        | Semaine 1                            | Semaine 2              | Réaction en chaîne | Semaine 3            | Semaine 4             | Semaine 5          | Semaine 6            | Semaine 6*           | Semaine 7          | Semaine 8           | Semaine 9         | Rédemption           |
| ------------ | ------------- | ------------------------------------ | ---------------------- | ------------------ | -------------------- | --------------------- | ------------------ | -------------------- | -------------------- | ------------------ | ------------------- | ----------------- | -------------------- |
| Patron       | Nom           | Haut en couleurs                     | C'est pas de la tarte  | Le numéro chanceux | À boire et à bluffer | Frais dans ma mémoire | Angle de réflexion | Se renvoyer la balle | Se renvoyer la balle | En dernier ressort | Livraison familiale | Chaud devant      | Assurer ses arrières |
| Patron       | Gagnant(e)(s) | Patrick, Charles, Gabrielle et Erika | Barbada                | Daniel             | Patrick              | Frédérique            | Danick             | Charles              | Charles              | Frédérique         | Joëlle              | Dave              | Charles              |
| Veto         | Nom           | Run de lait                          | Culture physique       | Perdre la carte    | Dans l'air du temps  | Croquet à vif         | Tenir à un fil     | Mise en échec        | Mise en échec        | Slip de bain       | Dodo, OTEV, dodo !  | Jouer avec le feu |                      |
| Veto         | Gagnant(e)    | Barbada                              | Danick                 | Dave               | Jean                 | Charles               | Joëlle             | Daniel               | Gabrielle            | Daniel             | Danick              | Daniel            |                      |
| Nature       | Nature        | Semaine 10                           | Semaine 11             | Semaine 12         |                      |                       |                    |                      |                      |                    |                     |                   |                      |
| Bloc #1      | Nom           | C'est dans mes cordes                | Chair de boule         | Question d'opinion |                      |                       |                    |                      |                      |                    |                     |                   |                      |
| Bloc #1      | Perdant(e)    | Joëlle                               | Gabrielle              | Gabrielle          |                      |                       |                    |                      |                      |                    |                     |                   |                      |
| Bloc #2      | Nom           | Tomber pile                          | Souper à l'aveugle     | Ça sent la coupe   |                      |                       |                    |                      |                      |                    |                     |                   |                      |
| Bloc #2      | Perdant(e)    | Gabrielle                            | Frédérique             | Dave               |                      |                       |                    |                      |                      |                    |                     |                   |                      |
| Veto diamant | Nom           | Maison infernale de l'horreur        | Pressé comme un citron |                    |                      |                       |                    |                      |                      |                    |                     |                   |                      |
| Veto diamant | Gagnant(e)    | Danick                               | Charles                | Danick             |                      |                       |                    |                      |                      |                    |                     |                   |                      |

| Candidats                              | Profession                        | Arrivé                             | Départ                              | Statuts        |
| -------------------------------------- | --------------------------------- | ---------------------------------- | ----------------------------------- | -------------- |
| Danick Martineau                       | Humoriste et Créateur de contenu  | Semaine 1 Jour 1                   | Semaine 12 jour 82                  | Gagnant        |
| Gabrielle Marion                       | Créatrice de contenu              | Semaine 1 Jour 1                   | Semaine 12 jour 82                  | Finaliste      |
| Charles Hamelin                        | Athlète Olympique                 | Semaine 1 Jour 1                   | Semaine 12 jour 82                  | Evincé (Jury)  |
| Dave Morgan                            | Humoriste                         | Semaine 1 Jour 1                   | Semaine 12 jour 82                  | Evincé (Jury)  |
| Frédérique Turgeon                     | Skieuse paralympique              | Semaine 1 Jour 1                   | Semaine 11 jour 78                  | Evincée (Jury) |
| Joëlle Paré-Beaulieu                   | Actrice et Comédienne             | Semaine 1 Jour 1                   | Semaine 10 Jour 71                  | Evincée (Jury) |
| Daniel Savoie                          | Comédien et Humoriste             | Semaine 1 Jour 1                   | Semaine 9 Jour 64                   | Evincé (Jury)  |
| Jean Airoldi                           | Designer et Animateur             | Semaine 1 Jour 1 Semaine 7 Jour 43 | Semaine 6 Jour 43 Semaine 8 Jour 57 | Evincé (Jury)  |
| Érika Suarez                           | Comédienne                        | Semaine 1 Jour 1                   | Semaine 7 Jour 50                   | Evincée (Jury) |
| Patrick Côté                           | Combattant d'art martiaux Mixtes  | Semaine 1 Jour 1                   | Semaine 5 Jour 36                   | Evincé         |
| Ève Salvail                            | Mannequin et DJ                   | Semaine 1 Jour 1                   | Semaine 4 Jour 29                   | Evincée        |
| Mélanie Ghanimé                        | Humoriste et Actrice              | Semaine 1 Jour 1                   | Semaine 3 Jour 22                   | Evincée        |
| Barbada De Barbades (Sébastien Potvin) | Drag Queen                        | Semaine 1 Jour 1                   | Semaine 3 Jour 19                   | Abandon        |
| Patsy Gallant                          | Chanteuse                         | Semaine 1 Jour 1                   | Semaine 2 Jour 15                   | Evincée        |
| Pascale De Blois                       | Créatrice de contenu              | Semaine 1 Jour 1                   | Semaine 2 Jour 15                   | Evincée        |
| Bastien Grimal (Bastos)                | Mannequin et Star de Télé-réalité | Semaine 1 Jour 1                   | Semaine 1 Jour 8                    | Evincé         |

### Twists

#### Jetons et magasin
Cette saison est marquée par la présence de « jetons Big Brother ». Leur usage étant inconnus dans les premières semaines, ils se concrétisent avec la découverte du magasin, dont l'entrée est camouflée dans les casiers à jetons. Le magasin permet au joueur d'échanger des jetons contre des pouvoirs spéciaux ou des pénalités à lancer à d'autres joueurs. L'entrée dans le magasin nécessite un jeton (semaines 1 à 9) et trois jetons (semaines 10 à 12). Les colliers disponibles peuvent aller du simple transfert de punition au remplacement du patron en cours.

#### Réaction en chaîne
Avec un challenge, une première personne est désignée pour débuter la réaction en chaîne. Il choisit ensuite un candidat qui sera protégé, et ainsi de suite. Les deux derniers candidats s'affrontent dans un challenge : le perdant est évincé et le gagnant retourne dans la maison avec l'immunité pour une semaine.

#### Semaine invisible
Habituellement, durant la semaine invisible, le patron de la maison est inconnu de tous les candidats, tout comme le gagnant du challenge du veto et le décompte des votes. Cependant, dans cette saison, le patron invisible a été prévu comme étant l'évincé(e) de la semaine précédent, ici Ève Salvail. Elle a donc été isolée dans la chambre du patron toute la semaine, avec une oreillette pour suivre les discussions dans la maison. Le gagnant du challenge du patron, qui a été tout de même organisé, a été immunisé pour la semaine.

#### Retour en arrière
Au jour 40, un bouton doré est apparu dans la maison, promettant 5 jetons au premier joueur à appuyer dessus. Son effet est inconnu, mais il a été dévoilé à la suite de l'éviction du dimanche. Toute la semaine qui s'est déroulée s'est rejouée en une soirée, ce qui a annulé l'éviction. Les mêmes challenges et évènements (comme la découverte d'un jeton encore caché par Frédérique) se sont rejoués.

#### Quitte ou double
Une armoire du walk-in, qui était fermée depuis le début de la saison, s'est déverrouillée à partir de la semaine 7. Elle contient une épreuve bonus, qui peut permettre de gagner des jetons aux joueurs. Une mise minimum de 10 jetons est requise. Si le joueur réussit l'épreuve, sa mise est doublée. Sinon, il perd sa mise.

#### Semaine rouge
Durant la semaine rouge, trois célébrités sont mises en danger au lieu d'une. Le gagnant du challenge du veto a l'obligation d'utiliser le veto sur l'une des célébrités en danger. À la suite de la semaine, les deux célébrités évincées s'affrontent dans une épreuve. Le perdant est évincé et la gagnant revient dans la maison avec l'immunité.

#### L'étape des champions
À partir de la 10e semaine, il n'y a plus de patron de la maison. Le format du jeu est complètement chamboulé. Trois challenges se déroulent désormais par semaine : deux pour déterminer les célébrités en danger et un challenge du veto diamant. Les deux perdants des deux challenges du bloc sont les célébrités en danger et le gagnant du challenge du veto diamant a le pouvoir de sauver une célébrité en danger et de choisir le remplaçant lui-même.

## Le Noovo Réveillon (2024)
Le Noovo réveillon est la troisième édition du temps des fêtes de Big Brother Célébrités. Diffusée sur Noovo le dimanche 8 décembre 2024 à 18:30, l'émission a permis à 8 candidats de goûter à l'expérience Big Brother en 1 soirée. Version express de l'édition de base, toute une saison s'est déroulée en un court laps de temps, avec des challenges, votes et évictions.

### Candidats participants
- Alex Perron
- Sonia Cordeau
- Patrice Bélanger
- Cathy Gauthier
- Fred Robichaud
- Alicia Moffet
- Étienne Boulay
- Marie-Josée Gauvin

C'est Fred Robichaud qui a remporté cette édition spéciale, dans un vote de 3-2 contre Patrice Bélanger.

## Saison 5 (2025)
La cinquième saison de Big Brother Célébrités débutera le dimanche 12 janvier 2025.
2025 sur Noovo. Il s'agira d'une édition spéciale « recrues contre champions », présentant une moitié de candidats d'éditions passées, tandis que l'autre moitié sera composée de candidats n'ayant jamais participé à l'émission. Noovo a annoncé le mardi 10 décembre les noms des anciens candidats.

### Candidats

#### Champions
- Jean-Thomas Jobin (gagnant de la saison 1)
- François Lambert (finaliste de la saison 1)
- Stéphanie Harvey (gagnante de la saison 2)
- Martin Vachon (saison 2, 6e place)
- Liliane Blanco-Binette (finaliste de la saison 3)
- Coco Belliveau (saison 3, 3e place)
- Danick Martineau (gagnant de la saison 4)
- Frédérique Turgeon (saison 4, 5e place)

#### Recrues
- Barnev Valsain, chanteur
- Emy Lalune, créatrice de contenu
- Fabiola Nyrva Aladin, actrice et improvisatrice
- Simon Boulerice, auteur, scénariste et animateur
- Sinem Kara, humoriste
- Tammy Verge, actrice et animatrice
- Tom-Éliot Girard, acteur et chanteur
- Valérie Roberts, animatrice et chroniqueuse

### Twists

#### Patronnat double
Dès la première semaine, Danick et Fabiola, gagnants du challenge du patron, deviennent tous deux patrons de la semaine, devant faire leurs choix ensemble.

#### Mise en danger hâtive
Dès le jour 1, les patrons doivent mettre en danger une célébrité (François Lambert).

### Vue d'ensemble de la saison
| Candidat    | 1   | 2             | 2              | 3                                | 4                                | 5                                | 5                                | 6                                | 7                                | 8                                | 9                                | 10                               | 11                               | 12                               | Finale                           | Finale                           |
|             |     |               |                |                                  |                                  | Double maison                    | Double maison                    |                                  |                                  |                                  |                                  | Ère des champions                | Ère des champions                | Ère des champions                | Ère des champions                | Ère des champions                |
| ----------- | --- | ------------- | -------------- | -------------------------------- | -------------------------------- | -------------------------------- | -------------------------------- | -------------------------------- | -------------------------------- | -------------------------------- | -------------------------------- | -------------------------------- | -------------------------------- | -------------------------------- | -------------------------------- | -------------------------------- |
| Sinem       |     |               |                | PM                               |                                  |                                  |                                  |                                  |                                  |                                  |                                  |                                  | DSV                              | DS                               | F                                | Championne (5-2)                 |
| Frédérique  |     | DSV           |                |                                  |                                  | PM                               |                                  | PMA                              |                                  |                                  |                                  | DSV                              |                                  | VD                               | F                                | Évincée par le jury              |
| Coco        |     |               |                |                                  | DS                               |                                  | D                                | DR                               |                                  | V                                | DR                               |                                  | DR                               | DR                               | Évincée                          | Évincée                          |
| Liliane     |     |               |                |                                  | V DSA                            | V                                |                                  |                                  |                                  |                                  |                                  |                                  |                                  | D                                | Évincée                          | Évincée                          |
| Emy         |     |               |                |                                  |                                  |                                  | PM                               | V                                | D                                | PM                               | DSV                              | DR                               | D                                | Évincée (2-0)                    | Évincée (2-0)                    | Évincée (2-0)                    |
| François    | DSV |               |                |                                  |                                  |                                  | V                                |                                  | PM                               | D                                | PM                               | D                                | Évincé (2-1)                     | Évincé (2-1)                     | Évincé (2-1)                     | Évincé (2-1)                     |
| Jean-Thomas |     |               |                |                                  |                                  |                                  |                                  | DS                               | SR                               |                                  | D                                | Évincé (2-1)                     | Évincé (2-1)                     | Évincé (2-1)                     | Évincé (2-1)                     | Évincé (2-1)                     |
| Fabiola     | PM  |               | D              |                                  |                                  | D                                |                                  |                                  | V                                | D                                | Évincé (5-1)                     | Évincé (5-1)                     | Évincé (5-1)                     | Évincé (5-1)                     | Évincé (5-1)                     | Évincé (5-1)                     |
| Simon       |     | D             |                |                                  |                                  |                                  |                                  | D                                | Évincé (7-0)                     | Évincé (7-0)                     | Évincé (7-0)                     | Évincé (7-0)                     | Évincé (7-0)                     | Évincé (7-0)                     | Évincé (7-0)                     | Évincé (7-0)                     |
| Tom-Éliot   |     |               |                |                                  | DR                               |                                  | D                                | Évincé (3-0)                     | Évincé (3-0)                     | Évincé (3-0)                     | Évincé (3-0)                     | Évincé (3-0)                     | Évincé (3-0)                     | Évincé (3-0)                     | Évincé (3-0)                     | Évincé (3-0)                     |
| Martin      |     |               |                | V                                | PM                               | D                                | Évincé (2-0)                     | Évincé (2-0)                     | Évincé (2-0)                     | Évincé (2-0)                     | Évincé (2-0)                     | Évincé (2-0)                     | Évincé (2-0)                     | Évincé (2-0)                     | Évincé (2-0)                     | Évincé (2-0)                     |
| Valérie     |     |               |                | D                                | DR                               | Évincée (8-0)                    | Évincée (8-0)                    | Évincée (8-0)                    | Évincée (8-0)                    | Évincée (8-0)                    | Évincée (8-0)                    | Évincée (8-0)                    | Évincée (8-0)                    | Évincée (8-0)                    | Évincée (8-0)                    | Évincée (8-0)                    |
| Danick      | PM  |               |                | D                                | Évincé (12-0)                    | Évincé (12-0)                    | Évincé (12-0)                    | Évincé (12-0)                    | Évincé (12-0)                    | Évincé (12-0)                    | Évincé (12-0)                    | Évincé (12-0)                    | Évincé (12-0)                    | Évincé (12-0)                    | Évincé (12-0)                    | Évincé (12-0)                    |
| Barnev      |     | PM            | D              | Évincé par la réaction en chaîne | Évincé par la réaction en chaîne | Évincé par la réaction en chaîne | Évincé par la réaction en chaîne | Évincé par la réaction en chaîne | Évincé par la réaction en chaîne | Évincé par la réaction en chaîne | Évincé par la réaction en chaîne | Évincé par la réaction en chaîne | Évincé par la réaction en chaîne | Évincé par la réaction en chaîne | Évincé par la réaction en chaîne | Évincé par la réaction en chaîne |
| Stéphanie   | DR  | DR            | Évincée (11-2) | Évincée (11-2)                   | Évincée (11-2)                   | Évincée (11-2)                   | Évincée (11-2)                   | Évincée (11-2)                   | Évincée (11-2)                   | Évincée (11-2)                   | Évincée (11-2)                   | Évincée (11-2)                   | Évincée (11-2)                   | Évincée (11-2)                   | Évincée (11-2)                   | Évincée (11-2)                   |
| Tammy       | D   | Évincée (7-5) | Évincée (7-5)  | Évincée (7-5)                    | Évincée (7-5)                    | Évincée (7-5)                    | Évincée (7-5)                    | Évincée (7-5)                    | Évincée (7-5)                    | Évincée (7-5)                    | Évincée (7-5)                    | Évincée (7-5)                    | Évincée (7-5)                    | Évincée (7-5)                    | Évincée (7-5)                    | Évincée (7-5)                    |

Légende :
- PM = Patron(ne) de la maison
- PMA - Patron(ne) de la maison, acquis par un avantage
- V = Gagnant(e) du veto
- VD = Gagnant(e) du véto diamant
- D = En danger
- DS = En danger, sauvée par le veto
- DR = En danger, en remplacement
- DSV = En danger, sauvée par son veto
- DSA = En danger, sauvée par un avantage
- SR = Évincé, mais sauvé par la rédemption
- F = Finaliste